# Луций Альфидий Геренниан
Луций Альфидий Геренниан (лат. Lucius Alfidius Herennianus) — римский государственный деятель второй половины II века.
О происхождении Геренниана нет никаких сведений. В 171 году он занимал должность ординарного консула вместе с Титом Статилием Севером. Его супругой была Юния Кальвина, дочь Квинта. Больше о биографии и карьере Геренниана ничего неизвестно.